# NGC 936
NGC 936 este o galaxie lenticulară situată în constelația Balena. A fost descoperită în 6 ianuarie 1785 de către William Herschel. Se află la o distanță de 28,05 de megaparseci de Pământ.